# Daniela Sanzone
Daniela Sanzone (Roma, 20 aprile 1965) è una giornalista e conduttrice televisiva italiana.
Vive a Toronto dal dicembre del 2000, dove è stata per molti anni conduttrice e reporter del telegiornale "Italian News" di Omni Tv, un canale canadese multiculturale di proprietà della Rogers.

## Biografia
Nata e cresciuta a Roma, ha conseguito maturità Classica e ha studiato Lettere presso l'Università degli Studi La Sapienza, laureandosi cum laude con una tesi su Storia e critica del cinema e Antropologia culturale; ha conseguito in seguito due master, in Scienze della comunicazione e Antropologia culturale delle società complesse. Ha tenuto per diversi anni anche un blog in italiano, nel quale scriveva a proposito del Canada.
In Italia ha lavorato, fra il 1997 ed il 1999, come coautrice di Sereno Variabile, una trasmissione della RAI. Inoltre ha scritto per varie riviste e giornali come critica cinematografica e per alcuni anni ha contribuito alla stesura di articoli nelle sezioni di intrattenimento di giornali e riviste online.  Nel 1998 ha ricevuto in Campidoglio il premio "Personalità Europea".
In Canada dal dicembre del 2000, insegna corsi di Scienze Sociali e Comunicazione alla York University, dove sta facendo un PhD in Communication and Culture. Dopo aver lavorato per il Corriere Canadese, è stata conduttrice di un programma televisivo giornaliero intitolato Pomeriggio italiano, oltre che conduttrice e reporter del telegiornale OMNI News, trasmessi da un canale multiculturale canadese, OMNI TV.
Sin da quando è arrivata in Canada è stata una corrispondente per il quotidiano il manifesto e per alcune riviste, quali Marie Claire e Grazia.
Nel 2001 ha organizzato un incontro sul cinema italo-canadese, discutendo di tre film fatti da Paul Tana, Tony Nardi e Bruno Ramirez e delle tre persone nominate al Festival Internazionale del Film di Sulmona.
A Toronto, nel Novembre del 2002 ha tenuto la lezione "Italy and Italians on the North American Silver Screen" durante il 79º congresso dell'associazione americana degli insegnanti di italiano, presso l'OISE (Ontario Institute for Studies in Education) dell'università di Toronto.
Inoltre nel 2006 ha tenuto una lezione dal titolo "Multiculturalismo nel mondo dei Mass Media durante l'era digitale" per il Centro Iacobucci di Studi Italiani presso l'università di Toronto, in seguito pubblicata nel libro "The Virtual Piazza".

## Opere
Ha pubblicato alcuni libri, fra i quali due sul regista Carlo Ludovico Bragaglia ed uno sul Marsala, un vino prodotto in Sicilia nella zona dell'omonima città.